# لیبرترینیسم مدنی

Derry - Bogside - Civil Rights Mural

لیبرترینیسم مدنی نوعی اندیشه سیاسی است که از آزادی‌های مدنی یا برتری حقوق فردی و آزادی‌های شخصی در برابر هر نوع اقتدار (مانند نهادهای حکومت، شرکت، هنجارهای اجتماعی تحمیلی از سوی فشار همسالان و دیگر) پشتیبانی می‌کند. آزادی‌خواهی مدنی یک انگارگانی (ایدئولوژی) کامل نیست - بلکه مجموعه‌ای از دیدگاه‌ها در مورد مسائل خاص آزادی‌های مدنی و حقوق شهروندی است.

## در جنبش آزادیخواهی (libertarian)
در حوزهٔ فلسفه آزادیخواهانه، دغدغهٔ اصلی آزادیخواه مدنی، رابطه و پیوند دولت با فرد است. از نگاه تئوری، آزادیخواه مدنی به دنبال این است که این رابطه را به کمینه مطلق محدود کند که در آن دولت می‌تواند بدون دخالت بیش از اندازه در زندگی شهروندان خود، فعالیت کرده و خدمات اولیه و اوراق بهادار ارائه دهد. حمایت از آزادی بیان یکی محرک‌های اصلی آزادیخواهی مدنی است.  به‌طور خاص، آزادیخواهان مدنی با نفرت‌پراکتی و ناسزاگویی مخالف نیستند.  آنها ممکن است رفتارهای اینچنینی را تأیید کنند یا نکنند؛ اما به هر روی، باور دارند که مزایای گفتمان عمومی بدون محدودیت، بر همه معایب آن بیشتر است. 
سایر جبهه‌گیری‌های آزادیخواهان مدنی شامل پشتیبانی از آزادسازی مواد غیرقانونی (ماری جوانا و سایر مواد مخدر سبک)، روسپی‌گری، سقط جنین، حفظ حریم خصوصی، کمک به خودکشی یا اتانازی، حق حمل سلاح، حقوق جوانان، آزادی سینه‌لختی، مرزبندی قوی بین دین و سیاست و حمایت از ازدواج همجنسگرایان است.
با پیدایش رایانه‌های شخصی، اینترنت، ایمیل، گوشی‌های همراه و دیگر فناوری‌های اطلاعاتی، زیرمجموعه‌ای از آزادیخواهی مدنی پدید آمده‌است که بر حفاظت از حقوق و حریم خصوصی افراد تأکید دارد.